# Euctenurapteryx paralellaria
Euctenurapteryx paralellaria är en fjärilsart som beskrevs av John Henry Leech 1891. Euctenurapteryx paralellaria ingår i släktet Euctenurapteryx och familjen mätare. Inga underarter finns listade i Catalogue of Life.